# Вінницький міський палац дітей та юнацтва
Вінницький міський палац дітей та юнацтва імені Лялі Ратушної — комплексний комунальний заклад позашкільної освіти в місті Вінниці, один із найбільших в Україні.

## Історія
24 вересня 1935 року в м. Вінниці для Палацу піонерів і жовтенят був виділений будинок по вул. Свердлова (зараз Князів Коріатовичів) на березі Південного Бугу. Ця дата вважається днем народження Палацу.
Серед двадцяти кімнат і лабораторій були зала масових ігор, драматична студія, ляльковий театр, радіо та фото лабораторія, авіаконструкторський клуб, агролабораторія із ботанічним садом, зоопарк, музична студія, кімната настільних ігор, читальна зала, військова лабораторія, студія естрадно-атракціонного, образотворчого мистецтв, ігрова кімната для жовтенят, лижна та ковзанкова база. В клубі юних снайперів навчалася Л. С. Ратушна, ім'я якої досі носить Палац.
У грудні 1936 року в Палаці запрацював власний мініатюрний цукрозавод, який в день виробляв 8 кг цукру.
У роки Німецько-радянської війни перша будівля Палацу була зруйнована. В березні 1945 року заклад отримав нове приміщення — триповерховий будинок у центрі міста по вул. Козицького (зараз Миколи Оводова). У повоєнні роки до послуг дітей були взуттєва майстерня, гуртки механіки і художнього вишивання, духовний та струнний оркестр, драматична, танцювальна, кіно-технічна студії, дитяча типографія.
Навесні 1947 року відкрився юнацький автомотоклуб; у розпорядження Палацу надані дослідні ділянки та парникове господарство. Щоденно Палац відвідували 150—200 дітей.
У 1955 році за рішенням міськвиконкому Палацу піонерів і школярів присвоєне ім'я Героя Радянського Союзу Лариси Степанівни Ратушної.
У 1969 році за кошти, зібрані в тому числі молоддю, зведений новий будинок Палацу піонерів і школярів на Хмельницькому шосе. Переробку типового проекту для нього виконав арх. Мануїл Гуревич. У ньому розпочали роботу нові творчі об'єднання, влітку працювали табори піонерського активу «Барабан» та військово-спортивний клуб «Зірниця».
У 1979 чи 1980 році перед головним входом на території Палацу був установлений бюст Лялі Ратушної скульптора Володимира Смаровоза (має статус місцевої пам'ятки).
У 1991 році за рішенням виконавчого комітету Вінницької міської ради народних депутатів міський Палац піонерів та школярів був перейменований у Палац дітей та юнацтва м. Вінниці.
7 вересня 2018 року за участі Прем'єр-міністра України Володимира Гройсмана відбулось відкриття новозбудованого футбольного поля Палацу зі штучним покриттям.

## Сучасність

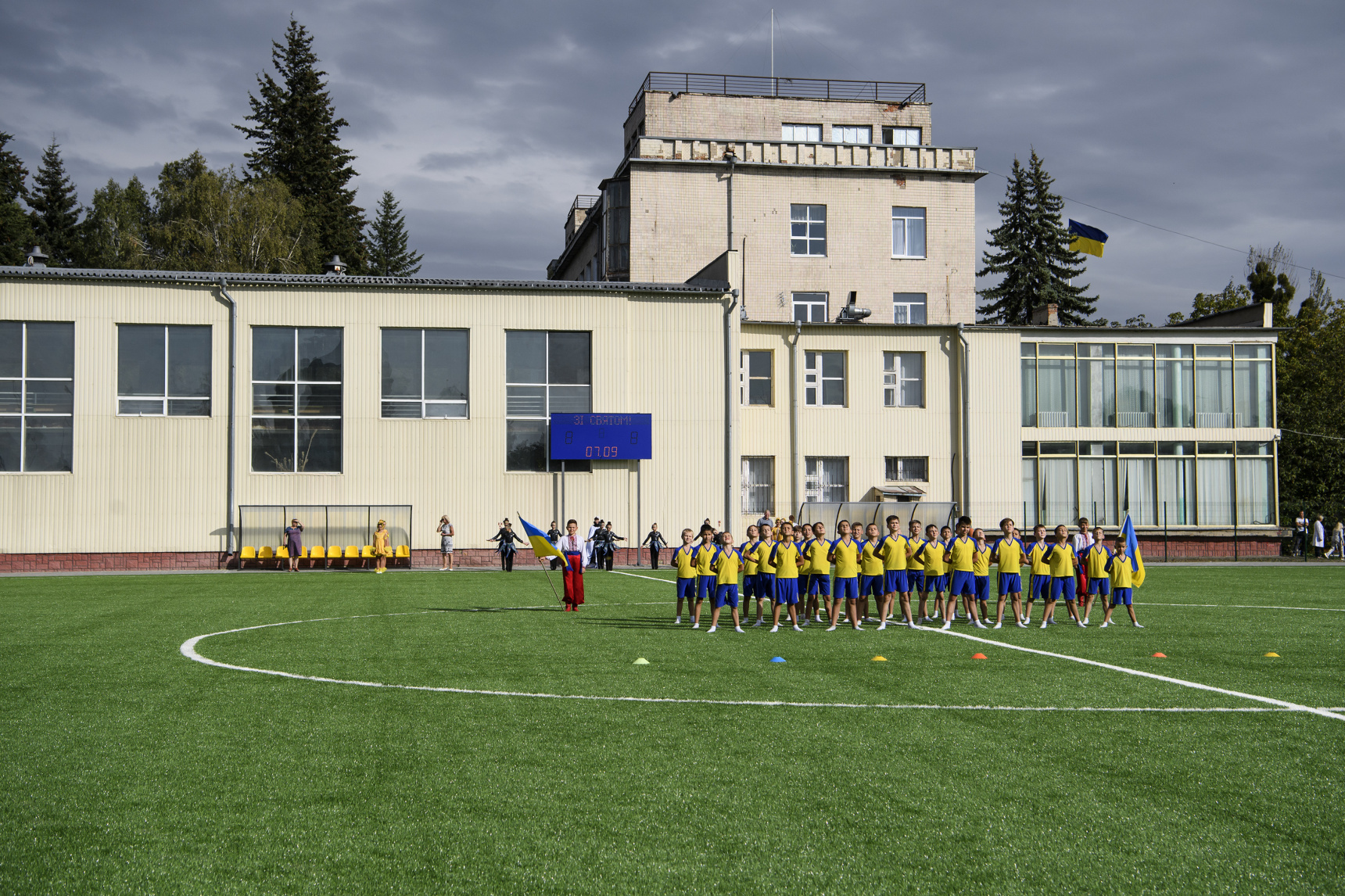
Відкриття стадіону (2018)

Сьогодні Палац є одним із найбільших позашкільних закладів України. Він пропонує 38 навчальних кабінетів, у тому числі комп'ютерний центр, плавальний басейн, стрілецький тир, радіостанція, актова, п'ять балетних та спортивна зали, бібліотека, кабінет медичного обстеження, авіаклуб, керамічний цех, стадіон, постійна виставка декоративно-прикладного та образотворчого мистецтва.
Заклад має десять філій у школах міста. В літній час працює оздоровчий табір з денним перебуванням дітей «Зорепад» на 205 вихованців.
У 270 дитячих об'єднаннях та 9 філіях закладу навчається 4 954 дитини. У масових заходах щорічно бере участь до 20 тисяч школярів міста.
У Палаці шість відділів:
- Спортивної та фізкультурно-масової роботи
- Декоративно-прикладного та образотворчого мистецтва
- Художньо-естетичного виховання
- Науки і технічної творчості
- Організаційно-масової роботи
- Інформаційно-методичної роботи.

Серед відомих дитячих колективів Палацу: Народний художній колектив ансамбль танцю «Радість»; Народний художній колектив спортивного бального танцю «Грація»; Зразковий художній колектив театральна студія «Мельпомена»; Зразковий художній колектив креатив-студія «Орхідея»; Театр моди «Оксамит»; Ансамбль спортивного бального танцю «Олімпія»; Ансамбль естрадного танцю «Екстрім» та ін.
Педагогічний колектив Палацу налічує 90 працівників, серед яких один заслужений працівник освіти України, два заслужених працівники культури України, три заслужених тренери України, п'ять майстрів спорту.

### Досягнення у 2018/2019 н.р.
Творчі художні об'єднання підготували та провели 47 концерти, взяли участь у 328 концертах та масових заходах, у яких було задіяні 700 вихованців концертного складу. 2 329 юних спортсменів взяли участь у 104 змаганнях різних рівнів, у яких вибороли 559 призових місць.
Вихованці Палацу вибороли 790 призових місць, з них 107 місць у 27 міжнародних, 250 — у 40 всеукраїнських конкурсах, змаганнях, фестивалях, виставках, олімпіадах (всього взяли участь у 114 заходах різних рівнів).
26 вихованців Палацу є стипендіатами Вінницької міської ради, 9 вихованців нагороджені премією міського голови за успіхи та творчі здобутки.
Упродовж навчального року працювало 154 групи початкового рівня, 88 груп основного рівня та 30 груп вищого рівня. Для дітей з фізичними вадами та обмеженнями працював клуб «Повір у себе», метою якого є адаптація дітей з особливими потребами до позашкільної освіти.